# Эффект Парселла
Эффект Парселла (Purcell effect, встречается также написание Эффект Пёрселла) — в квантовой электродинамике увеличение скорости испускания осциллятора в резонаторе по сравнению со скоростью спонтанного излучения в свободное пространство.
Скорость испускания осциллятора в резонаторе умножается на коэффициент Парселла:
{\displaystyle F_{p}={\frac {3}{4\pi ^{2}}}\left({\frac {\lambda _{c}}{n}}\right)^{3}{\frac {Q}{V}}}
где {\displaystyle {\frac {\lambda _{c}}{n}}} — длина волны в среде резонатора, {\displaystyle Q} — его добротность, {\displaystyle V} — модовый объём.
Квантовый эмиттер (атом, ион, квантовая точка и т. д.), помещённый в добротный резонатор малого объёма, меняет направленность и скорость спонтанного излучения. Эффект зависит от плотности мод в резонаторе. Это свойство используется для эффективного согласования излучения квантовых эммитеров с приёмниками излучения (оптическое волокно, волноводы и т. д.)
Пример изменения коэффициента Парселла можно найти в работе Акимова и др., где показано, что излучение квантовой точки, размещённой вблизи серебряной нанопроволочки почти полностью «засасывается» проволочкой.
Статья Парселла, в которой был впервые введён этот коэффициент, является одной из самых коротких (один абзац) и одновременно активно цитируемой в современной физике. По данным ISI Web of Knowledge на 2011 год статья цитировалась почти 1700 раз.
Эффект Парселла может усиливать не только радиационные процессы, но и безызлучательные переходы, такие как диполь-дипольное взаимодействие и рассеяние.